# Africa Cup of Nations 2012
Africa Cup of Nations 2012 var den 28. udgave af fodboldturneringen Africa Cup of Nations, som holdes hvert andet år blandt de afrikanske lande (CAF). Turneringen blev afviklet mellem 21. og 12. februar 2012 i Angola og Ækvatorialguinea. Ud over værtslandene deltog 14 andre lande, som havde været igennem flere kvalifikationsrunder, der begyndte 1. juli 2010 og involverede 44 afrikanske lande.
De 16 deltagende lande var inddelt i fire grupper, hvor de to bedste i hver gruppe kvalificerede sig til kvartfinalerne.

## Valg af værtslande
Fem lande bød på værtsskabet, hvor Gabon og Ækvatorialguinea, bød i fællesskab.
- Angola
- Gabon /  Ækvatorialguinea
- Libyen
- Nigeria

## Deltagende lande
| Lande            | Kvalificerede som | Kvalifikations dato | Deltagelser | Bedste placering                | FIFA ranking | CAF ranking |
| ---------------- | ----------------- | ------------------- | ----------- | ------------------------------- | ------------ | ----------- |
| Gabon            | Vært              | 29 Juli 2007        | 5.          | Kvartfinale (1996)              | 77           | 17          |
| Ækvatorialguinea | Vært              | 29 Juli 2007        | 1.          | Debutant                        | 151          | 42          |
| Mali             | Vinder gruppe A   | 8 Oktober 2011      | 7.          | 2. plads (1972)                 | 67           | 15          |
| Guinea           | Vinder gruppe B   | 8 Oktober 2011      | 10.         | 2. plads (1976)                 | 79           | 18          |
| Zambia           | Vinder gruppe C   | 8 Oktober 2011      | 15.         | 2. plads (1974, 1994)           | 79           | 19          |
| Marokko          | Vinder gruppe D   | 9 Oktober 2011      | 14.         | Vinder (1976)                   | 60           | 11          |
| Senegal          | Vinder gruppe E   | 3 September 2011    | 12.         | 2. plads (2002)                 | 44           | 6           |
| Burkina Faso     | Vinder gruppe F   | 3 September 2011    | 8.          | 4. plads (1998)                 | 62           | 13          |
| Niger            | Vinder gruppe G   | 8 Oktober 2011      | 1.          | Debutant                        | 98           | 24          |
| Elfenbenskysten  | Vinder gruppe H   | 5 Juni 2011         | 19.         | Vinder (1992)                   | 16           | 1           |
| Ghana            | Vinder gruppe I   | 8 Oktober 2011      | 18.         | vinder (1963, 1965, 1978, 1982) | 29           | 2           |
| Angola           | Vinder gruppe J   | 8 Oktober 2011      | 6.          | Kvartfinale (2008, 2010)        | 84           | 20          |
| Botswana         | Vinder gruppe K   | 26 Marts 2011       | 1.          | Debutant                        | 96           | 23          |
| Tunesien         | Nr. to gruppe K   | 8 Oktober 2011      | 15.         | Vinder (2004)                   | 60           | 11          |
| Libyen           | Top 2 runner-up   | 8 Oktober 2011      | 3.          | 2. plads (1982)                 | 63           | 14          |
| Sudan            | Top 2 runner-up   | 9 Oktober 2011      | 8.          | Vinder (1970)                   | 112          | 27          |

## Stadions
Åbningskampen, en semifinale og bronzekampen blev spillet i Ækvatorialguinea, i Gabon spilledes en semifinale og finalen.
| Libreville        | Franceville          | Bata              | Malabo                  |
| ----------------- | -------------------- | ----------------- | ----------------------- |
| Stade d'Angondjé  | Stade de Franceville | Estadio de Bata   | Nuevo Estadio de Malabo |
|                   |                      |                   |                         |
| Kapacitet: 40,000 | Kapacitet: 35,000    | Kapacitet: 35,700 | Kapacitet: 15,250       |

## Kampe

### Gruppe A
| Land             | K | V | U | T | + / − | MF  | P |
| ---------------- | - | - | - | - | ----- | --- | - |
| Zambia           | 3 | 2 | 1 | 0 | 5–3   | + 2 | 7 |
| Ækvatorialguinea | 2 | 1 | 1 | 0 | 3–2   | + 1 | 6 |
| Libyen           | 3 | 1 | 1 | 1 | 4–4   | – 4 | 4 |
| Senegal          | 3 | 0 | 0 | 3 | 3–6   | – 3 | 0 |

| 21. januar 2012 19:30 |

| Ækvatorialguinea | 1 – 0 | Libyen |
| ---------------- | ----- | ------ |
|                  |       |        |

| Estadio de Bata, Bata Tilskuere: 35.000 |

| 21. januar 2012 22:00 |

| Senegal | 1 – 2 | Zambia |
| ------- | ----- | ------ |
|         |       |        |

| Estadio de Bata, Bata Tilskuere: 17.500 |

| 25. januar 2012 18:15 |

| Libyen | 2 – 2 | Zambia |
| ------ | ----- | ------ |
|        |       |        |

| Estadio de Bata, Bata Tilskuere: 1.500 |

| 25. januar 2012 21:15 |

| Ækvatorialguinea | 2 – 1 | Senegal |
| ---------------- | ----- | ------- |
|                  |       |         |

| Estadio de Bata, Bata Tilskuere: 35.000 |

| 29. januar 2012 19:00 |

| Ækvatorialguinea | 0 – 1 | Zambia |
| ---------------- | ----- | ------ |
|                  |       |        |

| Estadio de Bata, Bata Tilskuere: 44.000 |

| 29. januar 2012 19:00 |

| Libyen | 2 – 1 | Senegal |
| ------ | ----- | ------- |
|        |       |         |

| Nuevo Estadio de Malabo, Malabo Tilskuere: 10.000 |

### Gruppe B
| Land            | K | V | U | T | + / − | MF  | P |
| --------------- | - | - | - | - | ----- | --- | - |
| Elfenbenskysten | 3 | 3 | 0 | 0 | 5–0   | + 5 | 9 |
| Sudan           | 3 | 1 | 1 | 1 | 4–4   | + 0 | 4 |
| Angola          | 3 | 1 | 1 | 1 | 4–5   | – 1 | 4 |
| Burkina Faso    | 3 | 0 | 0 | 3 | 2–6   | – 4 | 0 |

| 22. januar 2012 17:00 |

| Elfenbenskysten | 1 – 0 | Sudan |
| --------------- | ----- | ----- |
|                 |       |       |

| Nuevo Estadio de Malabo, Malabo Tilskuere: 5.000 |

| 22. januar 2012 20:00 |

| Burkina Faso | 1 – 2 | Angola |
| ------------ | ----- | ------ |
|              |       |        |

| Nuevo Estadio de Malabo, Malabo Tilskuere: 17.000 |

| 26. januar 2012 17:00 |

| Sudan | 2 – 2 | Angola |
| ----- | ----- | ------ |
|       |       |        |

| Nuevo Estadio de Malabo, Malabo Tilskuere: 2.500 |

| 26. januar 2012 20:00 |

| Elfenbenskysten | 2- 1 | Burkina Faso |
| --------------- | ---- | ------------ |
|                 |      |              |

| Nuevo Estadio de Malabo, Malabo Tilskuere: 4.000 |

| 30. januar 2012 19:00 |

| Sudan | 2 – 1 | Burkina Faso |
| ----- | ----- | ------------ |
|       |       |              |

| Estadio de Bata, Bata Tilskuere: 132 |

| 30. januar 2012 19:00 |

| Elfenbenskysten | 2 – 0 | Angola |
| --------------- | ----- | ------ |
|                 |       |        |

| Nuevo Estadio de Malabo, Malabo Tilskuere: 1.500 |

### Gruppe C
| Land     | K | V | U | T  | + / − | MF  | P |
| -------- | - | - | - | -- | ----- | --- | - |
| Gabon    | 3 | 3 | 0 | 0  | 6–2   | + 4 | 9 |
| Tunesien | 3 | 2 | 0 | 1  | 4–3   | + 1 | 6 |
| Marokko  | 3 | 1 | 0 | 2  | 4–5   | – 1 | 3 |
| Niger    | 3 | 0 | 0 | 31 | 1–5   | – 4 | 0 |

| 23. januar 2012 17:00 |

| Gabon | 2 – 0 | Niger |
| ----- | ----- | ----- |
|       |       |       |

| Stade d'Angondjé, Libreville Tilskuere: 38.000 |

| 23. januar 2012 20:00 |

| Marokko | 1 – 2 | Tunesien |
| ------- | ----- | -------- |
|         |       |          |

| Stade d'Angondjé, Libreville Tilskuere: 18.000 |

| 27. januar 2012 17:00 |

| Niger | 1 – 2 | Tunesien |
| ----- | ----- | -------- |
|       |       |          |

| Stade d'Angondjé, Libreville Tilskuere: 20.000 |

| 27. januar 2012 20:00 |

| Gabon | 3 – 2 | Marokko |
| ----- | ----- | ------- |
|       |       |         |

| Stade d'Angondjé, Libreville Tilskuere: 35.000 |

| 31. januar 2012 19:00 |

| Gabon | 1 -0 | Tunesien |
| ----- | ---- | -------- |
|       |      |          |

| Stade de Franceville, Franceville Tilskuere: 22.000 |

| 31. januar 2012 19:00 |

| Niger | 0 – 1 | Marokko |
| ----- | ----- | ------- |
|       |       |         |

| Stade d'Angondjé, Libreville Tilskuere: 4.000 |

### Gruppe D
| Land     | K | V | U | T | + / − | MF  | P |
| -------- | - | - | - | - | ----- | --- | - |
| Ghana    | 3 | 2 | 1 | 0 | 4–1   | + 3 | 7 |
| Mali     | 3 | 2 | 0 | 1 | 3–3   | + 0 | 6 |
| Guinea   | 3 | 1 | 1 | 1 | 7–3   | – 4 | 4 |
| Botswana | 3 | 0 | 0 | 3 | 2–9   | – 7 | 0 |

| 24. januar 2012 17:00 |

| Ghana | 1 – 0 | Botswana |
| ----- | ----- | -------- |
|       |       |          |

| Stade de Franceville, Franceville Tilskuere: 5.000 |

| 24. januar 2012 20:00 |

| Mali | 1 – 0 | Guinea |
| ---- | ----- | ------ |
|      |       |        |

| Stade de Franceville, Franceville Tilskuere: 10.000 |

| 28. januar 2012 17:00 |

| Botswana | 1 – 6 | Guinea |
| -------- | ----- | ------ |
|          |       |        |

| Stade de Franceville, Franceville Tilskuere: 4.000 |

| 28. januar 2012 20:00 |

| Ghana | 2 – 0 | Mali |
| ----- | ----- | ---- |
|       |       |      |

| Stade de Franceville, Franceville Tilskuere: 7.000 |

| 1. februar 2012 19:00 |

| Botswana | 1 -2 | Mali |
| -------- | ---- | ---- |
|          |      |      |

| Stade d'Angondjé, Libreville Tilskuere: 20.000 |

| 1. februar 2012 19:00 |

| Ghana | 1- 1 | Guinea |
| ----- | ---- | ------ |
|       |      |        |

| Stade de Franceville, Franceville Tilskuere: 5.500 |

## Slutspil

### Kvartfinalerne
| 4. februar 2012 17:00 |

| Zambia                                    | 3 – 0   | Sudan |
| ----------------------------------------- | ------- | ----- |
| Sunzu 15' · C. Katongo 66' · Chamanga 86' | Rapport |       |

| Estadio de Bata, Bata Tilskuere: 200 Dommer: Bakary Gassama (Gambia) |

| 4. februar 2012 20:00 |

| Elfenbenskysten               | 3 – 0   | Ækvatorialguinea |
| ----------------------------- | ------- | ---------------- |
| Drogba 35' 69' · Y. Touré 81' | Rapport |                  |

| Nuevo Estadio de Malabo, Malabo Tilskuere: 12,500 Dommer: Eddy Maillet (Seychelles) |

| 5. februar 2012 17:00 |

| Gabon          | 1 – 1   | Mali          |
| -------------- | ------- | ------------- |
| Mouloungui 54' | Rapport | Diabaté 85' · |

| Stade d'Angondjé, Libreville Tilskuere: 30,000 Dommer: Djamel Haimoudi (Algeria) |

|                                             |       | Straffesparkskonkurrence                   |  |
| Poko Mbanangoyé Mouloungui Aubameyang Manga | 4 – 5 | Diabaté Yatabaré Kanté B. Traoré Se. Keita |  |

| 5. februar 2012 20:00 |

| Ghana                         | 2 – 1 (e.s.t.) | Tunesien      |
| ----------------------------- | -------------- | ------------- |
| John Mensah 9' · A. Ayew 100' | Rapport        | Khelifa 41' · |

| Stade de Franceville, Franceville Tilskuere: 8,000 Dommer: Neant Alioum (Cameroon) |

### Semifinalerne
| 8. februar 2012 17:00 |

| Zambia     | 1 – 0   | Ghana |
| ---------- | ------- | ----- |
| Mayuka 78' | Rapport |       |

| Estadio de Bata, Bata Tilskuere: 12,000 Dommer: Mohamed Benouza (Algeria) |

| 8. februar 2012 20:00 |

| Mali | 0 – 1   | Elfenbenskysten |
| ---- | ------- | --------------- |
|      | Rapport | Gervinho 45' ·  |

| Stade d'Angondjé, Libreville Tilskuere: 32,000 Dommer: Daniel Bennett (South Africa) |

### Bronzekampe
| 11. februar 2012 20:00 |

| Ghana | 0 – 2   | Mali              |
| ----- | ------- | ----------------- |
|       | Rapport | Diabaté 23' 80' · |

| Nuevo Estadio de Malabo, Malabo Tilskuere: 15,000 Dommer: Gehad Grisha (Egypt) |

### Finale
| 12. februar 2012 20:30 |

| Zambia | 0 – 0   | Elfenbenskysten |
| ------ | ------- | --------------- |
|        | Rapport |                 |

| Stade d'Angondjé, Libreville Tilskuere: 40.000 Dommer: Badara Diatta (Senegal) |

|                                                                          |       | Straffesparkskonkurrence                                        |  |
| C. Katongo Mayuka Chansa F. Katongo Mweene Sinkala Chisamba Kalaba Sunzu | 8 – 7 | Tioté Bony Bamba Gradel Drogba Tiéné Ya Konan K. Touré Gervinho |  |

| Africa Cup of Nations 2012 Vinder |
| --------------------------------- |
| Zambia                            |
| Zambia Første titel               |

## Målscorer
3 mål
| - Manucho - Didier Drogba - Pierre-Emerick Aubameyang | - Cheick Diabaté - Houssine Kharja | - Christopher Katongo - Emmanuel Mayuka |

2 mål
| - André Ayew - John Mensah - Abdoul Camara | - Sadio Diallo - Ihaab Boussefi - Ahmed Saad Osman | - Mohamed Ahmed Bashir - Mudather El Tahir - Youssef Msakni |

1 mål
| - Mateus - Mogakolodi Ngele - Dipsy Selolwane - Issiaka Ouédraogo - Alain Traoré - Wilfried Bony - Emmanuel Eboué - Gervinho - Salomon Kalou - Yaya Touré - Javier Balboa - Kily | - Randy - Daniel Cousin - Bruno Zita Mbanangoyé - Eric Mouloungui - Stéphane N'Guéma - Emmanuel Agyemang-Badu - Asamoah Gyan - Mamadou Bah - Naby Soumah - Ibrahima Traoré - Garra Dembélé - Seydou Keita | - Bakaye Traoré - Younès Belhanda - William N'Gounou - Deme N'Diaye - Dame N'Doye - Moussa Sow - Issam Jemâa - Saber Khelifa - Khaled Korbi - James Chamanga - Rainford Kalaba - Stophira Sunzu |

Selvmål
- Bakary Koné (spillede mod Elfenbenskysten)